# Стангоуп (Нью-Джерсі)
Стангоуп (англ. Stanhope) — місто (англ. borough) в США, в окрузі Сассекс штату Нью-Джерсі. Населення — 3526 осіб (2020).

## Географія
Стангоуп розташований за координатами 40°54′47″ пн. ш. 74°42′10″ зх. д. / 40.91306° пн. ш. 74.70278° зх. д. (40.912976, -74.702914).  За даними Бюро перепису населення США в 2010 році місто мало площу 5,67 км², з яких 4,76 км² — суходіл та 0,91 км² — водойми.

## Демографія
Згідно з переписом 2010 року, у селищі мешкало 3610 осіб у 1396 домогосподарствах у складі 957 родин. Було 1472 помешкання
Расовий склад населення:
| - 91,4 % — білих - 2,3 % — азіатів - 1,6 % — чорних або афроамериканців - 0,1 % — корінних американців - 2,6 % — осіб інших рас |

До двох чи більше рас належало 2,0 %. Частка іспаномовних становила 8,5 % від усіх жителів.
За віковим діапазоном населення розподілялося таким чином: 22,7 % — особи молодші 18 років, 66,9 % — особи у віці 18—64 років, 10,4 % — особи у віці 65 років та старші. Медіана віку мешканця становила 39,5 року. На 100 осіб жіночої статі у селищі припадало 93,2 чоловіків;  на 100 жінок у віці від 18 років та старших — 91,4 чоловіків також старших 18 років.
Середній дохід на одне домашнє господарство  становив 86 481 долар США (медіана — 81 311), а середній дохід на одну сім'ю — 100 928 доларів (медіана — 103 464). Медіана доходів становила 62 259 доларів для чоловіків та 49 079 доларів для жінок. За межею бідності перебувало 8,6 % осіб, у тому числі 13,6 % дітей у віці до 18 років та 0,2 % осіб у віці 65 років та старших.
Цивільне працевлаштоване населення становило 1899 осіб. Основні галузі зайнятості: освіта, охорона здоров'я та соціальна допомога — 25,2 %, науковці, спеціалісти, менеджери — 12,5 %, виробництво — 11,5 %.